# ロシア・ペルシャ戦争 (1826年-1828年)
ロシア・ペルシャ戦争（ロシア・ペルシャせんそう）は、帝政ロシアとペルシア（ガージャール朝）の間に起きた一連の戦争のうち、主要なものとしては最後の戦争である。
前回の第一次ロシア・ペルシャ戦争がゴレスターン条約で終了した後、コーカサスに13年間の平和が訪れた。しかし、イギリスはファトフ・アリー・シャーに補助金と助言を与えることで帝政ロシアに奪われた領土を再征服するよう圧力をかけ、更に軍事行動への支援を誓った。
1828年、この戦争でニコライ1世統治下のロシアに敗れたカージャール朝は、トルコマーンチャーイ条約でアルメニアの大部分を失い巨額の賠償金を課せられた他、ロシア人の治外法権なども認められた。